# Ji-Young Demol Park
 (novembre 2023).
Ji-Young Demol Park (경력) née en 1970 est une artiste peintre sud-coréenne.

## Biographie

### Enfance et formation
Née en 1970 en Corée du Sud, Ji-Young Demol Park a dès le plus jeune âge, toujours aimé dessiner. De mémoire familiale, elle n'avait de cesse de copier les illustrations des albums jeunesses de ses frères et sa sœur, apprenant ainsi à dessiner avant même de savoir écrire.
À six ans, son père, revenant d'un voyage, lui offre des livres et des diapositives sur les musées et les grands maîtres européens. Bien que très jeune, c'est pour elle une révélation. Fascinée par la complexité et les couleurs des œuvres occidentales, c'est tout naturellement qu'adolescente elle opte pour des études artistiques avec une spécialité en art occidental.
En 1996, après avoir terminé ses études et enseigné pendant quatre ans dans des ateliers artistiques, elle entreprend un voyage en Europe à la rencontre des musées et des œuvres qui lui ont donné envie de faire de l'art son métier.
Son choix se porte sur les Alpes, qui, par leur situation géographique, la placent au cœur de l'Europe ; elle peut ainsi visiter les grands musées, voyageant entre la France, l'Italie, l’Allemagne, la Suisse…
À l'issue de cette première année, durant laquelle elle commence également l'apprentissage du français, elle décide de reprendre ses études à l'École supérieure d'art Annecy-Alpes, puis les prolonge avec un post-grade à la Haute école d'art et de design Genève.
Si, depuis longtemps, le dessin et la peinture étaient ses médiums de prédilection, lors de ses études en Europe, elle commence à les délaisser au profit de la photographie et surtout de l'art vidéo qui semblent lui offrir une approche renouvelée de l'expression plastique et s'inscrire dans la création de façon plus contemporaine.
En 2012, à l'occasion d'un voyage en Corée, ses parents ressortent ses dessins et carnet qu'ils conservaient depuis son enfance. Elle retrouve alors sa vraie personnalité avec ses souvenirs d’enfance, et surtout, ce qui la fait vibrer au plus profond d'elle. Elle revient alors à l'expression picturale qui lui est originelle et qui s'impose pour mettre en exergue la sincérité et spontanéité de ce qui lui est essentiel.

## Carrière
De 2002 à 2017, enseignante en école d'art en France (dessin, peinture, estampe, sculpture)
En 2018, elle abandonne l'enseignement pour se consacrer exclusivement à son travail artistique.
Le travail de Ji-Young Demol Park est le fruit d'un subtil métissage de techniques orientales et occidentales, mariant vides, dessin à l'encre aux tracés vigoureux, lavis éthérés, contrastes et perspectives ; son travail se situe en effet à la croisée des chemins, tout à la fois imprégné de la culture de sa jeunesse coréenne et de celle acquise en Europe.
Ne se déplaçant jamais sans carnet, rouleaux ou leporello, elle y consigne les éléments que lui offre la nature qu'elle apprécie tout particulièrement ; le temps d'un dessin, d'une aquarelle ou encore d’une encre, elle vit le paysage, les arbres qu'elle voit et écoute. De retour à l'atelier, ces esquisses deviennent le ferment de séries picturales qu'elle développe en grand format.

## Ouvrages
- Des rives et des crêtes, par Ji-Young Demol Park, éditions Glénat, 2020  (ISBN 978-2-344-04226-7)

## Expositions
Une sélection d'expositions depuis 2016
- 2023 Encres du Léman, Plexus Art Gallery, Montreux/Clarens, Suisse
- 2022 Contemplations, Musée Hébert, La Tronche, France
- 2021 물 Aqua, Midnight Sun Gallery, Morges, Suisse
- 2021 나무 Namu, Fondation de l'Estrée, 1088 Ropraz, Suisse
- 2020 Lavaux vue d'ailleurs, Galerie Les 3 Soleils, Épesses, Suisse
- 2020 Des rives et des crêtes, Musée du Léman, Nyon, Suisse
- 2019 La petite Galerie, Muséum d'Histoire Naturelle de Neuchâtel, Suisse
- 2019 산 Alpes et Vosges, Midnight Sun Gallery, Morges, Suisse
- 2018 나무 Namu (arbres en Coréen), Galerie Les 3 Soleils, Épesses, Suisse
- 2018 Vosges, Muséum de Nancy
- 2018 Lignes de crêtes, Médiathèque de la CCFG, Bonneville
- 2017 안시 Croupes et crêtes du Lac, Le Beau Site, Talloires
- 2017 나무 Namu (arbres en Coréen), La Mare aux Oiseaux, île de Fedrun, Saint Joachim
- 2016 산 - San "Montagne d'ici, regards d'ailleurs", Festival La Salamandre, Morges, Suisse
- 2016 À la croisée des chemins, Villa Collet, Cité du Champagne Collet, Aÿ

## Distinction
Ji-Young Demol Park fait partie des 100 personnalités qui font la montagne en 2023 selon le magazine Alpine Mag.

## Vie privée
Ji-Young Demol Park habite dans le petit village viticole d'Ayse dans le département de la Haute-Savoie. Elle a trois filles.